# Município Regional de Tracadie
O Município Regional de Tracadie é o primeiro e único município regional na província de Nova Brunswick, no Canadá. Tinha uma população de 16.114 pessoas em 2016.